# Basil Ruysdael
Basil Ruysdael (Jersey City, 24 juli 1888 – Hollywood, 10 oktober 1960) was een Amerikaans acteur en operazanger. Ruysdael is geboren als Basil Spaulding Millspaugh, maar op 8 februari 1915 is zijn naam officieel gewijzigd.
Ruysdael debuteerde in 1910 als bas-bariton in de Metropolitan Opera in New York. Tijdens de Eerste Wereldoorlog trad hij op naast sterren als Enrico Caruso en Geraldine Farrar. Pas in 1918 begon Ruysdael ook te acteren. In 1923 verhuisde hij naar Californië. Hij stierf in 1960 aan de complicaties van een operatie in een ziekenhuis in Hollywood.

## Filmografie (selectie)
- 1929: The Cocoanuts
- 1949: Colorado Territory
- 1949: Come to the Stable
- 1949: The Doctor and the Girl
- 1949: Pinky
- 1950: The File on Thelma Jordon
- 1950: One Way Street
- 1950: Broken Arrow
- 1950: High Lonesome
- 1951: My Forbidden Past
- 1951: Half Angel
- 1951: People Will Talk
- 1952: Boots Malone
- 1952: Carrie
- 1955: Davy Crockett, King of the Wild Frontier
- 1955: The Violent Men
- 1955: Blackboard Jungle
- 1956: Jubal
- 1956: These Wilder Years
- 1958: The Last Hurrah
- 1959: The Horse Soldiers
- 1960: The Story of Ruth
- 1961: 101 Dalmatians (stem)